# Симе
Симе (яп. 志免町 Симэ-мати) — посёлок в Японии, находящийся в уезде Касуя префектуры Фукуока. Площадь посёлка составляет 8,70 км², население — 45 229 человек (1 августа 2014), плотность населения — 5198,74 чел./км².

## Географическое положение
Посёлок расположен на острове Кюсю в префектуре Фукуока региона Кюсю. С ним граничат город Фукуока и посёлки Касуя, Уми, Суэ.

## Население
Население посёлка составляет 45 229 человек (1 августа 2014), а плотность — 5198,74 чел./км². Изменение численности населения с 1980 по 2005 годы:
| 1980 | 32 241 чел. |  |
| 1985 | 33 754 чел. |  |
| 1990 | 34 626 чел. |  |
| 1995 | 36 199 чел. |  |
| 2000 | 37 794 чел. |  |
| 2005 | 40 557 чел. |  |

## Символика
Цветком посёлка считается цветок сакуры.